# (8326) Paulkling
(8326) Paulkling (1981 JS2) – planetoida z pasa głównego asteroid okrążająca Słońce w ciągu 3,7 lat w średniej odległości 2,39 au. Odkryta 6 maja 1981 roku.